# Shivers (film)

Shivers / Frisoane  (filmat cu titlul de lucru Orgy of the Blood Parasites; titluri alternative: The Parasite Murders / Crimele parazite, They Came from Within / Veneau dinăuntru, și Frissons în Canada francofonă) este un film horror canadian din 1975 scris și regizat de către David Cronenberg.

## Subiect
Dr. Emil Hobbes (Fred Doederlin) este conducătorul unor experimente privind folosirea paraziților în transplanturi. 
Acesta consideră că umanitatea a devenit prea rațională și a pierdut contactul cu propriile instincte, astfel încât organismul pe care l-a creat, odată implantat, provoacă dorințe sexuale incontrolabile gazdei sale. Hobbes implantează 
paraziții în corpul amantei sale adolescente care va împrăștia infecția în modernul complex de apartamente de lângă Montreal în care locuiesc. Medicul rezident Roger St. Luc (Paul Hampton), împreună cu asistenta sa, Forsythe (Lynn Lowry), vor încerca să oprească infecția înainte ca aceasta să se împrăștie în rândul populației din oraș.

## Distribuție
- Fred Doederlin ca Dr. Emil Hobbes
- Paul Hampton ca  Roger St. Luc
- Lynn Lowry ca Asistenta Forsythe
- Barbara Steele ca  Betts
- Ronald Mlodzik ca Merrick
- Joe Silver ca Rollo Linsky
- Alan Migicovsky ca Nicholas Tudor
- Susan Petrie ca Janine Tudor
- Barry Boldero ca Det. Heller
- Vlasta Vrána ca Kresimer Sviben
- Silvie Debois ca Benda Sviben